# Lomariopsis wrightii
Lomariopsis wrightii är en ormbunkeart som beskrevs av Mett och Eat. Lomariopsis wrightii ingår i släktet Lomariopsis och familjen Lomariopsidaceae. Inga underarter finns listade.